# Vaseline
Vaseline (også kaldet petrolatum), hvid eller gul, er en blød eller halvfast blanding af kulbrinter. Den har et smeltepunkt på ca. 36-60 grader celsius og er fremstillet af rester fra råoliedistillation.

## Historie (kort)
Efter fund af råolie i Titusville i 1859, Pennsylvania, USA, udviklede den engelskfødte kemiker Robert Chesebrough i 1860 produktet "Vaseline", startede produktion i 1870 og patenterede det i 1872 (U.S. Patent 127,568).
Navnet "Vaseline" blev registreret som varemærke i 1905 og produktet blev fremstillet af Chesebrough-Ponds, som indgik i Unilever-koncernen i 1987.

## Anvendelse
Oprindeligt anvendtes vaseline til behandling af brandsår og indsmøring af læder, men senere anvendt til hårpomade, påføring af tørre legemsdele, mod fodsvamp og næseblod samt brug i parfumeindustrien.
Produktet bliver ikke absorberet af huden, men danner et beskyttende lag således at hudens naturlige fugtighed bevares.
Af andre anvendelsesmuligheder kan nævnes at produktet kan bruges til smøring af bevægelige mekaniske dele.

## Trivia
Vaseline kan fremstilles ’kunstigt’ ved brug af ceresin eller paraffin-produkter. Denne sammensætning er farveløst og mindre værdifuld end originalproduktet.